# 冏女大翻身
《冏女大翻身》（英語：The Mick）是一部由戴夫·徹寧與約翰·徹寧開創，於2017年1月1日在Fox開播的美國情境喜劇。本劇開播特別安排在球賽之後，以獲得良好的前導，並在1月3日回歸常規週二檔期首播。
本劇在2017年2月21日獲FOX第2季續訂，原計劃為13集。 在2017年11月7日，本劇獲FOX續訂額外7集，令原先第2季的集數由13集增至20集。 但在播出兩季後，於2018年5月10日遭到電視網取消。

## 故事
居住在羅德島州沃里克的蜜肯琪是個不負責任的不羈人士，而在她富有又疏遠的姊姊貴賓賓與姊夫克里斯多弗遭到聯邦調查局以詐欺與逃漏稅罪嫌通緝而逃跑後，蜜肯琪被迫待在康乃狄克州格林威治照顧三個姪子。殊不知，貴賓賓與克里斯多弗打算潛逃國外，這使蜜肯琪必須長居潘伯頓家，並照料惡魔般的三姪子，這讓她了解到扶養孩子並非易事……

## 集數
| 季數 | 集数 | 集数 | 首播日期      | 首播日期     |
| 季數 | 集数 | 集数 | 首映          | 季终         |
| ---- | ---- | ---- | ------------- | ------------ |
| 1    | 17   | 17   | 2017年1月1日  | 2017年5月2日 |
| 2    | 20   | 20   | 2017年9月26日 | 2018年4月3日 |

## 卡司
| 演員                 | 角色               | 登場季數        | 登場季數        | 登場 集數 |
| 演員                 | 角色               | 1               | 2               | 登場 集數 |
| -------------------- | ------------------ | --------------- | --------------- | --------- |
| 凱特琳·奧爾森        | 蜜肯琪·“蜜琪”·墨恩 | 主演            | 主演            | 37        |
| 蘇菲亞·布萊克·狄艾莉 | 莎碧娜·潘伯頓      | 主演            | 主演            | 37        |
| 湯瑪斯·巴巴斯卡      | 奇普·潘伯頓        | 主演            | 主演            | 37        |
| 傑克·史坦頓          | ·潘伯頓            | 主演            | 主演            | 37        |
| 卡拉·吉門雷茲        | 艾芭·馬爾達納多    | 主演            | 主演            | 37        |
| 史考特·麥克阿瑟      | 吉米·薛波德        | 主演            | 主演            | 32        |
| 蘇珊·朴              | 莉茲               | 常設            | Does not appear | 2         |
| 翠西亞·歐凱莉        | 貴賓賓             | 常設            | 常設            | 6         |
| 萊爾德·麥金托什      | 克里斯多弗·潘伯頓  | 常設            | 常設            | 5         |
| 保羅·班-維特         | 傑瑞·柏林          | 常設            | Does not appear | 2         |
| 韋恩·維爾德森        | 吉本斯             | 常設            | 常設            | 7         |
| 安迪·法夫羅          | 小凱               | 常設            | Does not appear | 2         |
| 阿諾·鮑威爾          | 弗雷德             | 常設            | Does not appear | 4         |
| E·J·卡拉漢           | 潘伯頓上校         | 客串            | 常設            | 7         |
| 馬修·格雷夫          | 霍華德·巴克利      | Does not appear | 常設            | 2         |
| 傑·莫爾              | 伯特               | Does not appear | 常設            | 2         |
| 凱特琳·卡麥可        | 梅蒂森             | Does not appear | 常設            | 2         |
| 莉拉·柯廷斯          | 法波               | Does not appear | 常設            | 2         |
| 康莎塔·湯美          | 緹琵·潘伯頓        | 客串            | 客串            | 2         |
| 傑森·克拉維茲        | 貝瑞               | 客串            | 客串            | 2         |
| 柯克·福克斯          | 高利貸者           | 客串            | 客串            | 2         |
| 格里芬·格魯克        | 迪倫               | 客串            | 客串            | 2         |
| 阿西夫·阿里          | 保全員             | 客串            | 客串            | 2         |

註釋
1. ↑  於試播集中為主要演員，後續集數則為客串演員。

### 主要角色
- 凱特琳·奧爾森 飾演 蜜肯琪·“蜜琪”·墨恩（Mackenzie "Mickey" Molng）

潘伯頓三姊弟的阿姨，一個不負責任又放蕩不羈的女子。
- 蘇菲亞·布萊克·狄艾莉（英语：Sofia Black D'Elia） 飾演 莎碧娜·潘伯頓（Sabrina Pemberton）

潘伯頓三姊弟中的大姊，嬌生慣養的苛薄千金，同時有著新時代女性的智慧。
- 湯瑪斯·巴巴斯卡（英语：Thomas Barbusca） 飾演 奇普·潘伯頓（Chip Pemberton）

12–歲，潘伯頓三姊弟中的老二，保守、極度有自信以及超齡的思維，同時也有張欠揍的跩臉。
- 傑克·史坦頓（Jack Stanton） 飾演 班·潘伯頓（Ben Pemberton）

潘伯頓三姊弟中的老么。
- 卡拉·吉門雷茲（英语：Carla Jimenez） 飾演 艾芭·馬爾達納多（Alba Maldanado）

瓜地馬拉人，潘伯頓家的幫傭，後與蜜琪成為好友。
- 史考特·麥克阿瑟（Scott MacArthur） 飾演 詹姆斯·P·“吉米”·薛波德（James P. "Jimmy" Shepherd）

蜜琪分分合合的男友。

### 常設人物
- 蘇珊·朴（英语：Susan Park） 飾演 莉茲（Liz）

潘伯頓家的鄰居，與蜜琪不合。
- 翠西亞·歐凱莉（英语：Tricia O'Kelley） 飾演 貴賓賓（Poodle）

本名：潘蜜拉（Pamela），蜜琪關係疏遠的姊姊，曾為脫衣舞孃，並在懷上身孕後嫁入豪門。由於和丈夫遭到通緝而逃往國外，並將三個孩子扔給蜜琪照顧。
- 康莎塔·湯美（英语：Concetta Tomei） 飾演 緹琵·潘伯頓（Tibby Pemberton）

潘伯頓三姊弟的祖母，是個嚴苛又難相處的女士。
- 萊爾德·麥金托什（英语：Laird Macintosh） 飾演 克里斯多弗·潘伯頓（Christopher Pemberton）

貴賓賓的丈夫，彭博頓三姊弟的父親。
- 馬修·格雷夫 飾演 霍華德·巴克利（Howard Buckley）

戶外休閒公司老闆，貴賓賓聲稱之奇普的生父，實則不然。
- 保羅·班-維特（英语：Paul Ben-Victor） 飾演 傑瑞·柏林（Jerry Berlin）

鄉村俱樂部會員，喜歡蜜琪。
- 傑·莫爾 飾演 伯特（Bert）

奇普的生父，脫衣舞俱樂部老闆。
- 韋恩·維爾德森（英语：Wayne Wilderson） 飾演 吉本斯（Gibbons）

拉克伍德學院校長。
- 傑森·克拉維茲（英语：Jason Kravits） 飾演 貝瑞（Barry）

潘伯頓家的財務管理人，為一名同性戀者。
- 安迪·法夫羅（Andy Favreau） 飾演 小凱（Kai）

莎碧娜的男友，因受困於桑拿房而亡。
- 柯克·福克斯（英语：Kirk Fox）

高利貸業者
- 格里芬·格魯克 飾演 迪倫（Dylan）

奇普的好友。
- 阿西夫·阿里（Asif Ali）

社區保全員。
- 阿諾·鮑威爾（Arnell Powell） 飾演 弗雷德（Fred）

總是守在彭柏頓大宅外的聯邦探員，喜歡蜜琪。
- E·J·卡拉漢（E.J. Callahan） 飾演 潘伯頓上校（Colonel Pemberton）

潘伯頓三姊弟的祖父，行動不便亦無表述能力。
- 凱特琳·卡麥可（英语：Caitlin Carmichael） 飾演 梅蒂森（Madison）

奇普的同窗兼愛慕對象。
- 莉拉·柯廷斯（Lela Cortines） 飾演 法波（Farble）

奇普的同窗，是個個性豪爽又大喇喇的女孩。

## 製作

### 開發

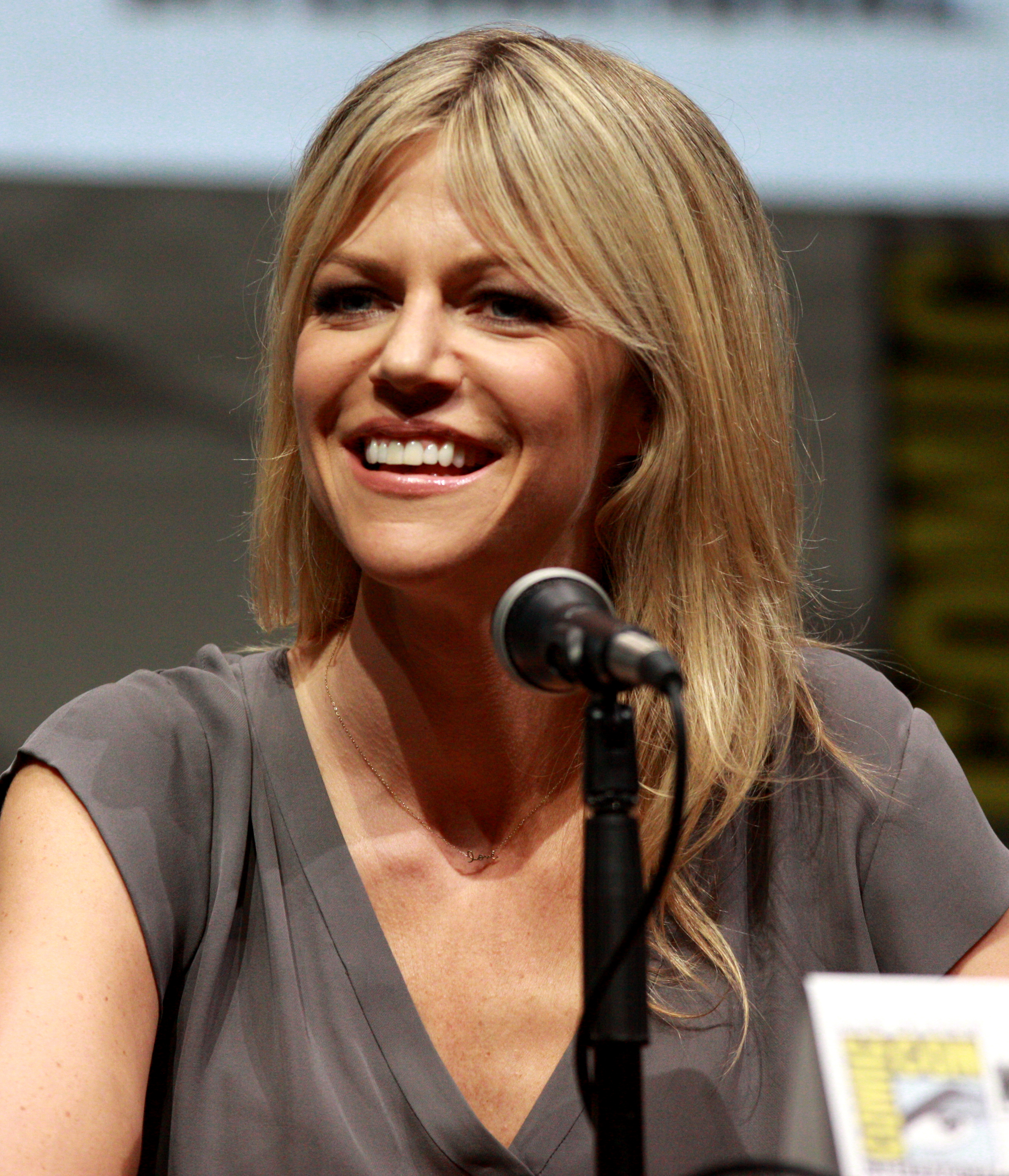
凱特琳·奧爾森與《酒吧五傑》製作團隊再度合作，擔任本劇女主角兼執行製作。

2015年8月21日，宣布《酒吧五傑》副執行製作戴夫·徹寧（Dave Chernin）與約翰·徹寧（John Chernin）共同為FOX開發新情境喜劇，並由徹寧兄弟、3藝術娛樂與二十世紀福斯電視公司共同製作。
2016年2月2日，FOX正式宣布預訂本劇試播集，而執導過《酒吧五傑》的藍道爾·艾因霍恩將擔任試播集導演並身兼執行製作（僅試播集），徹寧兄弟和3藝術娛樂的奧利·奧布斯特（Oly Obst）與尼克拉斯·弗蘭科（Nicholas Frenkel）也將共同擔任執行製作。5月10日，本劇正式獲FOX系列預訂，並作為2016年－2017年電視季度新劇。6月16日，由於艾因霍恩執導的《布偶總動員》遭到ABC取消，故二十世紀福斯決定與其簽署合約，並讓艾因霍恩擔任本劇全季執行製作。
2017年1月11日，FOX於電視評論家協會上宣布追加第1季4集集數至17集。2月21日，FOX宣布續訂第2季。11月7日，FOX宣布追加預訂第2季7集集數至全季集數20集。2018年5月10日，FOX宣布取消本劇。

### 選角
2016年2月29日，宣布《跨界失控》蘇菲亞·布萊克·狄艾莉加入試播集，並飾演女主角蜜琪所看照的孩子中的大姊莎碧娜。3月2日，宣布凱特琳·奧爾森將在拍攝完《酒吧五傑》全新一季第12季後，加入本劇試播集飾演女主角蜜肯琪·“蜜琪”·墨菲（後更為墨恩），同時將身兼共同執行製作。3月18日，宣布卡拉·吉門雷茲、湯瑪斯·巴巴斯卡與傑克·史坦頓（Jack Stanton）加入主演陣容，三人分別飾演幫傭艾芭、一直與蜜琪作對的奇普與潘伯頓家最小的孩子班。8月31日，宣布編劇之一的史考特·麥克阿瑟（Scott MacArthur）將同時演出本劇，取代於原試播集飾演蜜琪的男友吉米的奈特·法松。10月10日，宣布《家族風雲》戴夫·安納布爾將飾演常設角色泰迪·格蘭特。
2017年9月2日，宣布《隨性所欲》米凱拉·沃特金斯加入第2季常設客串陣容，飾演富有的離婚女子翠絲。

## 評價
《冏女大翻身》獲得褒貶不一的評價。於爛番茄整合的評論中，獲得58%新鮮度、6.07/10分（26名評論家），評論家共識：「凱特琳·奧爾森的魅力仍不足以掩蓋《冏女大翻身》老套的故事線及扎根不夠的角色。」。在Metacritic整合的評論中，本劇獲得50分（滿分100分；27名評論家），屬好壞參半的評價。
評論家前十大電視節目排名
| 2017         |
| ------------ |
| - – 浮華世界 |

## 收視
| 季數 | 播出時間（ET）                                                         | 集數 | 首映          | 首映          | 季終         | 季終          | 電視季度 | 18–49歲 收視 排名 | 18–49歲 收視 平均 | 收視人数 排名 （百萬） | 平均 收視人数 （百萬） |
| 季數 | 播出時間（ET）                                                         | 集數 | 日期          | 收視 （百萬） | 日期         | 收視 （百萬） | 電視季度 | 18–49歲 收視 排名 | 18–49歲 收視 平均 | 收視人数 排名 （百萬） | 平均 收視人数 （百萬） |
| ---- | ---------------------------------------------------------------------- | ---- | ------------- | ------------- | ------------ | ------------- | -------- | ----------------- | ----------------- | ---------------------- | ---------------------- |
| 1    | 星期日 20:00（Ep 1） 星期二 20:30（Ep 2–3, 5–17） 星期日 21:00（Ep 4） | 17   | 2017年1月1日  | 8.58          | 2017年5月2日 | 1.89          | 2017     | 46                | 1.8               | 100                    | 4.61                   |
| 2    | 星期二 21:00（Ep 1–9） 星期二 21:30（Ep 10–20）                        | 20   | 2017年9月26日 | 2.67          | 2018年4月3日 | 1.78          | 2017–18  | 75                | 1.3               | 123                    | 3.29                   |

## 獎項
| 年度 | 大獎         | 獎項                                       | 入圍者      | 結果 |
| ---- | ------------ | ------------------------------------------ | ----------- | ---- |
| 2018 | 青年演藝人獎 | 最佳客串青年男演員獎－電視影集（10歲以下） | 剛納·戈伯格 | 獲獎 |

## 海外播出
| 季數 | 季數 | 亞洲（不含台灣） | 亞洲（不含台灣） | 台灣       | 台灣          | 台灣   | 台灣           |
| 季數 | 季數 | 電視網           | 首播日期         | 電視網     | 首播日期      | 電視網 | 首播日期       |
| ---- | ---- | ---------------- | ---------------- | ---------- | ------------- | ------ | -------------- |
|      | 1    | Star World       | 2017年5月1日     | Star World | 2017年5月13日 | FOX+   | 2017年9月19日  |
|      | 2    | FOX Life         | 2017年11月20日   | Star World | 2018年2月10日 | FOX+   | 2017年11月20日 |

## 外部連結
- 官方网站（英文）
- 互联网电影数据库（IMDb）上《冏女大翻身》的资料（英文）
- 冏女大翻身的Facebook專頁